# Авъл Постумий Албин (консул 151 пр.н.е.)
Вижте пояснителната страница за други личности с името Авъл Постумий Албин.
Авъл Постумий Албин (на латински: Aulus Postumius Albinus) e политик и писател на Римската република през 2 век пр.н.е.
Той е син на Авъл Постумий Албин Луск (консул 180 пр.н.е.).
167 пр.н.е. е военен трибун и след битката при Пидна трябва да пази цар Персей. През 159 пр.н.е. e едил. През 155 пр.н.е. той е претор. 153 пр.н.е. е в делегацията, която преговаря за разрешението на конфликтите между Атал II и Прусия II. 146 пр.н.е. е легат на Луций Мумий Ахаик в Гърция, където с комисия на 10-те създава провинция Ахая. Цицерон казва, че той получава на важни места паметници.
През 151 пр.н.е. е избран за консул заедно с Луций Лициний Лукул. Двамата са затворени от народните трибуни за грубо отношение с войниците.
Постумий написал историческа книга на гръцки и стихотворения.